# 大阪発しゃべるランチタイム なにしよ!?
『大阪発しゃべるランチタイム なにしよ!?』（おおさかはつしゃべるランチタイム なにしよ）は、2013年7月8日から2014年3月28日まで、テレビ大阪で月曜日 - 金曜日の 11:59 - 13:00（JST）に放送されていた情報番組である。
通称は『なにしよ!?』。大阪府大阪市中央区のなんばグランド花月地下1階の「よしもと47ご当地市場」にある特設スタジオからの公開生放送で、ステレオ放送を実施していた。
本稿では2014年4月25日より金曜日11:30-12:30に生放送される「週末お出かけバラエティー・やすとも・忠志のひるきん」についても触れる。

## 概要

### 大阪発しゃべるランチタイム なにしよ!?
テレビ大阪が『満点!アイ』の終了（2001年9月）以来、約12年振りに自社制作で平日に編成した生放送の情報番組。毎回1つの飲食物をテーマに視聴者からのお勧め情報を募集する「きょうのテッパン」、料理コーナーの「なにしよ!?ランチ」、お勧めの商品を紹介するコーナーなどで構成していた。ただし、祝日には放送を休止していた。
司会には、テレビ大阪で『やすとものどこいこ!?』のMCを務める海原やすよ・ともこと、西川きよし・ヘレン夫妻の長男である西川忠志を起用。同局の女性アナウンサー（楪望・鈴木理加）が、交互に進行役を務めた。また、やすよ・ともこや西川父子が所属するよしもとクリエイティブ・エージェンシーの漫才師や落語家が、レギュラーとして日替わりで出演していた。ただし、番組開始時点で第2子を懐妊していた海原ともこは、2013年11月8日（金曜日）の放送分でいったん降板。降板の翌週（同月13日）に男児を出産してから、2014年2月3日（月曜日）から復帰した。
スタジオ見学については、事前に電子メールで募集。当選者には、1件の応募に対して、2名（応募者と同伴希望者）まで入場できる当選通知メールを番組から送っている。通常は社会人からの募集だけを受け付けていたが、学校の夏季・冬季休暇中の放送では、小学生以上の学童・生徒についても保護者同伴を条件に参加できるようになっていた。なお、申し込みをしていない人でも、後方（立ち見）であれば自由に見学ができるようになっていた。
2014年3月28日で放送を終了。翌週（同月31日）からは、当番組の放送枠において、韓国で制作された連続ドラマを再び放送している。なお、『やすとものどこいこ!?』は、当番組の終了後も放送を継続する。

### 出演者

#### 司会
- 海原やすよ・ともこ
  - ともこの産前産後休暇中（2013年11月11日 - 2014年1月30日）には、やすよのみ出演。
- 西川忠志

#### 進行
いずれもテレビ大阪アナウンサー
- 楪望（月・火・金）
- 鈴木理加（水・木）

#### 日替わりレギュラー
- 月曜日:月亭方正、女と男
- 火曜日:桂きん枝、モンスターエンジン
- 水曜日:シルク、ミサイルマン
- 木曜日:今いくよ・くるよ、天竺鼠
- 金曜日:矢野勝也（矢野・兵動）、スマイル

### スタッフ
- 構成：武輪真人、沢野緑
- TD：安宅和昭
- SW：林謙一郎
- カメラ：堀内俊、新原志保美
- MIX：梶巻久仁彦
- VE：三本管彰
- 照明：花岡志郎
- 美術：山田勝
- デザイン：野崎みどり
- タイトル：高木祐介
- 家具協力：esq南堀江店
- メイク：片岡弓子、MORE
- スタイリスト：中納こずえ、柳生昌子、石山美穂
- 編成：直木啓次（TVO）、尾崎克人（TVO）
- 宣伝：加野季彦（TVO）
- WEB：安藤元和
- 協力：トラッシュ、アーチェリープロダクツ、テーク・ワン、SOUND-K、Studio Nest
- デスク：新免奈々
- AP：中之森美保、今崎宏美
- AD：吉田稔章、植川莉衣
- ディレクター：平野孝雄、籾山裕太、尾島正基、吉田一樹、明智絵美、諸正義彦／鷲見演博
- SUB・D：龍田真享
- 演出：後藤ちあき
- プロデューサー：直村憲一（TVO）、鎌本いづみ、エディ小阪（TVO）、田尻麻衣（よしもとクリエイティブ・エージェンシー）、木村友厚（ワイズビジョン）
- チーフプロデューサー：清原寛（TVO）、村野裕亮（途中から）
- 協力：ワイズビジョン
- 制作協力：よしもとクリエイティブ・エージェンシー
- 製作著作：テレビ大阪、吉本興業

## やすとも・忠志のひるきん
この帯番組としての放送が終了して約1か月後の同4月25日から、その後継番組として毎週金曜日11:30-12:30の1時間生放送番組「週末お出かけバラエティー・やすとも・忠志のひるきん」をスタートさせる。番組では週末のお出掛け情報をお笑いタレントや関西を拠点に活動するタレントらが取材したものを中心に放送する。
しかし、情報の紹介がグダグダですぐに終了した。

### 司会
- 海原やすよ・ともこ
- 西川忠志

### スタッフ
- 構成　武輪真人、沢野緑
- 演出　後藤ちあき
- ディレクター　平野孝雄
- 製作著作　テレビ大阪